# Vanda lamellata
Vanda lamellata är en orkidéart som beskrevs av John Lindley. Vanda lamellata ingår i släktet Vanda och familjen orkidéer.

## Underarter
Arten delas in i följande underarter:
- V. l. boxallii
- V. l. lamellata
- V. l. remediosae

## Bildgalleri

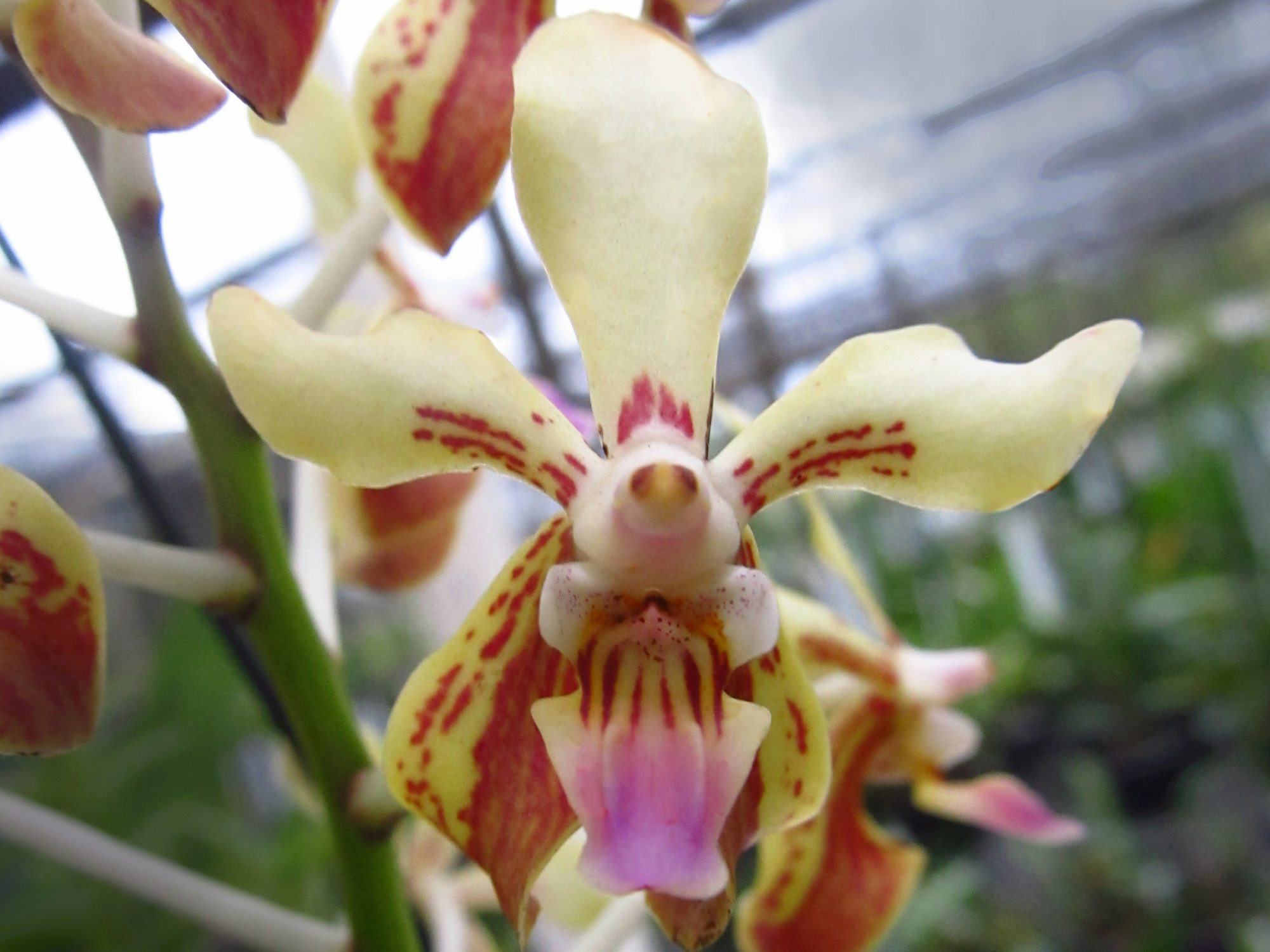
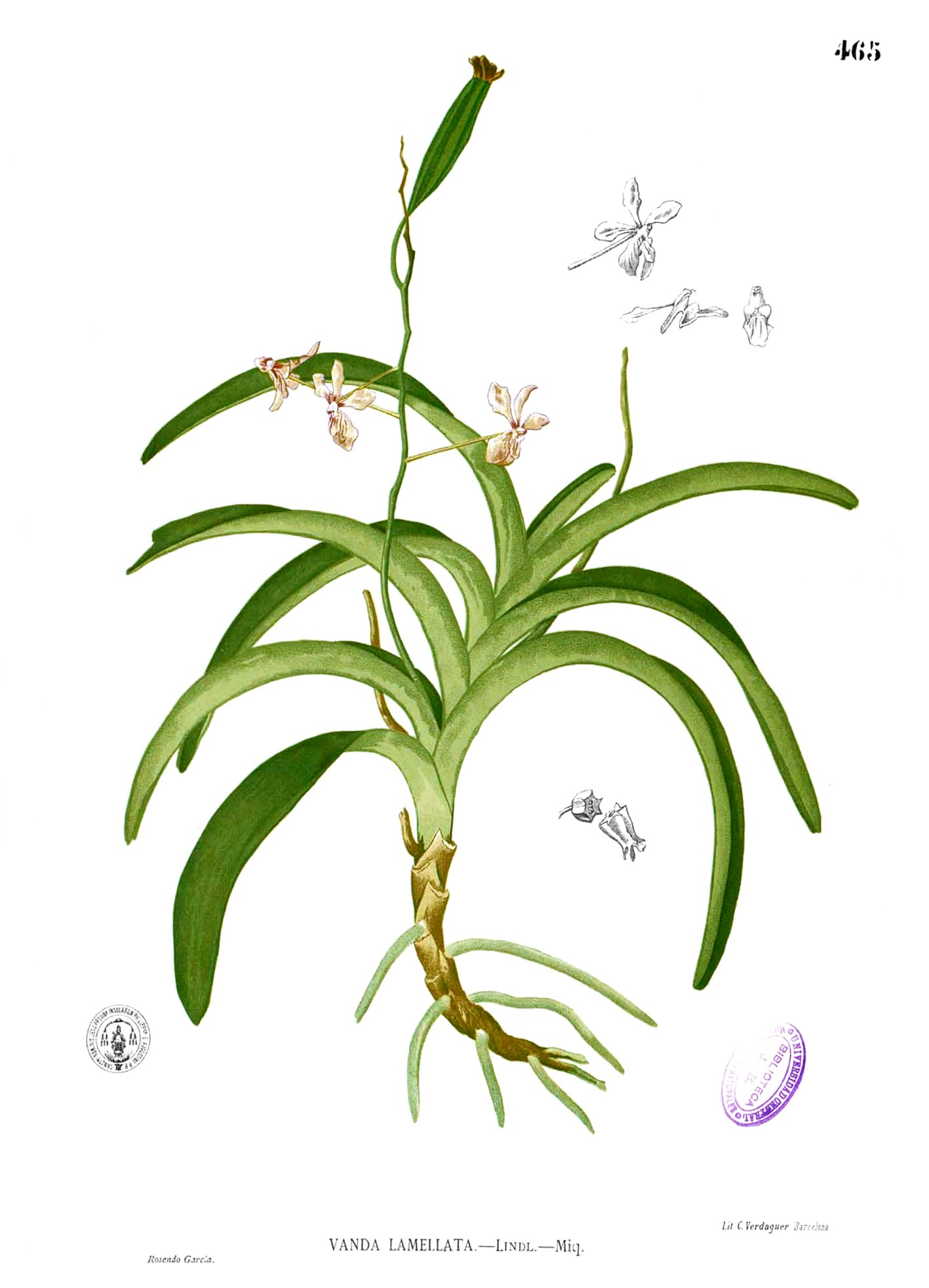
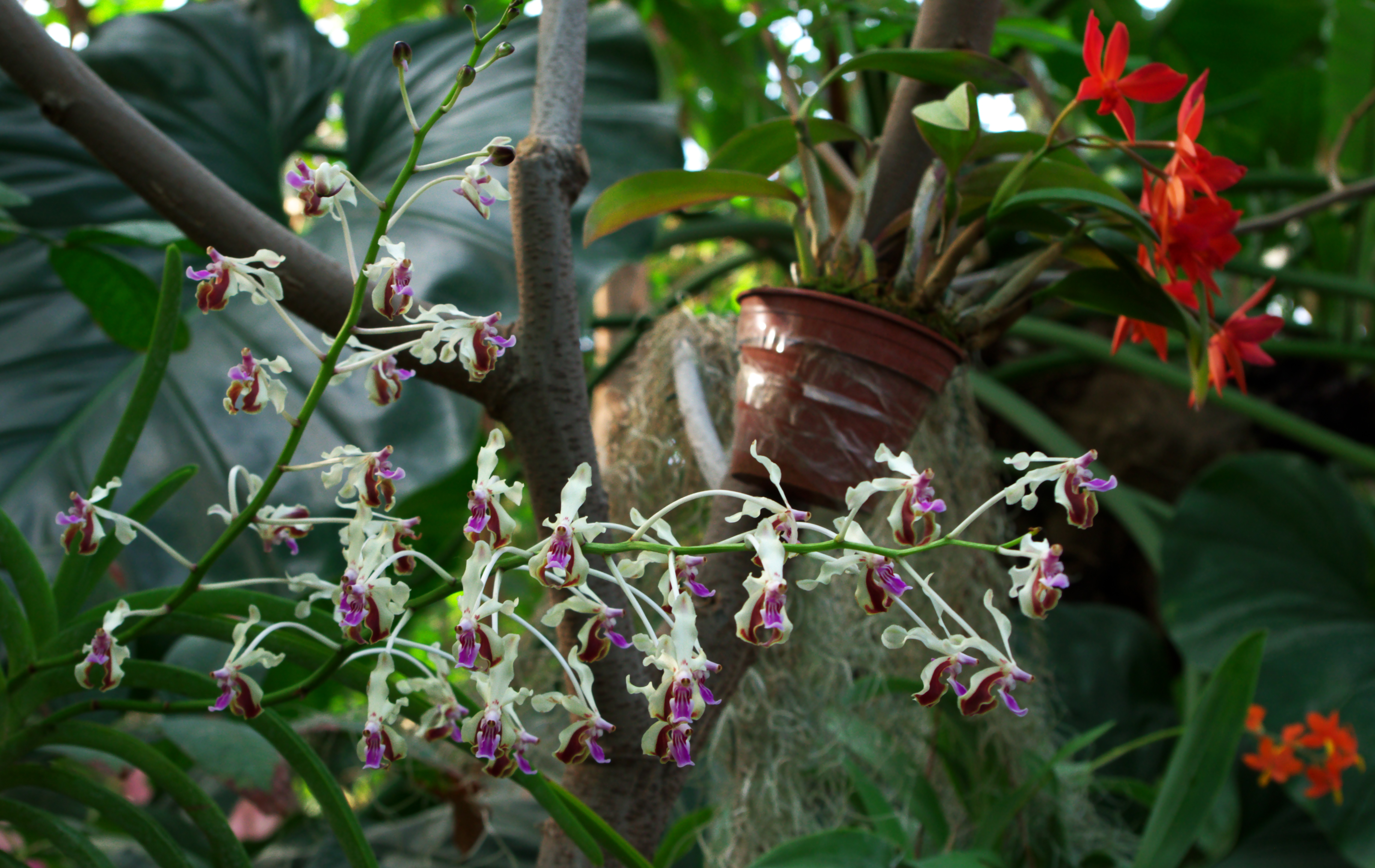
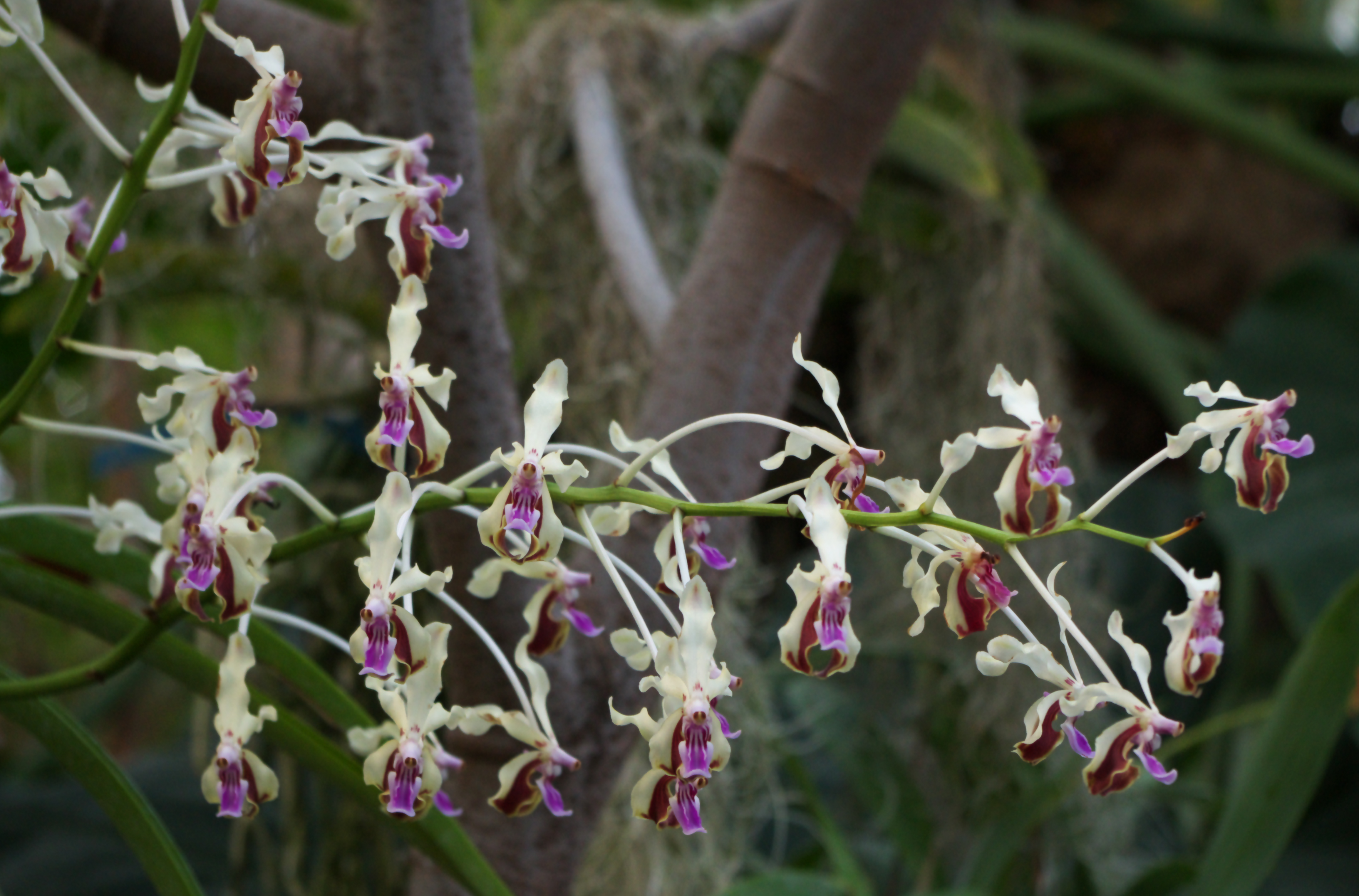
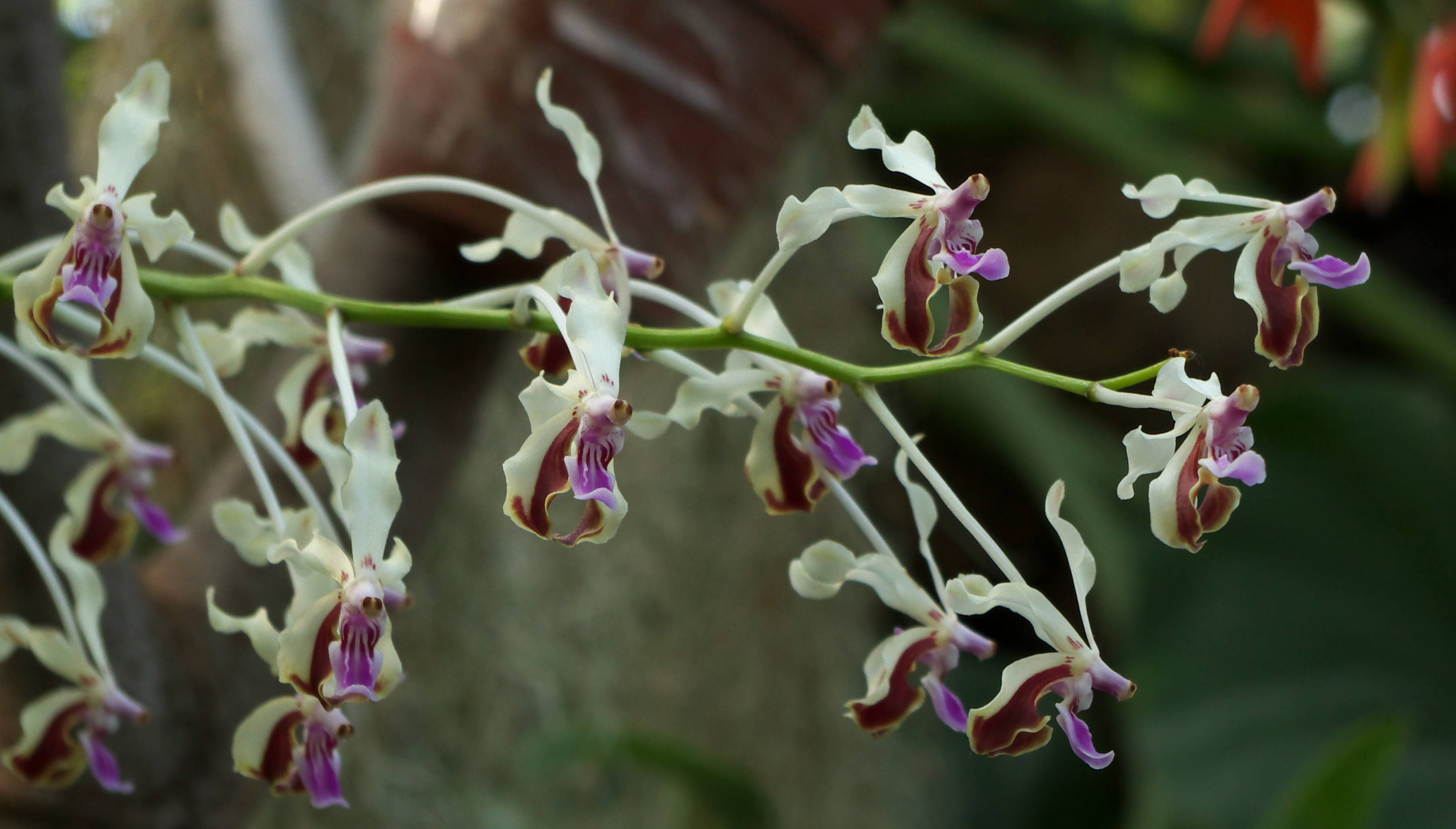
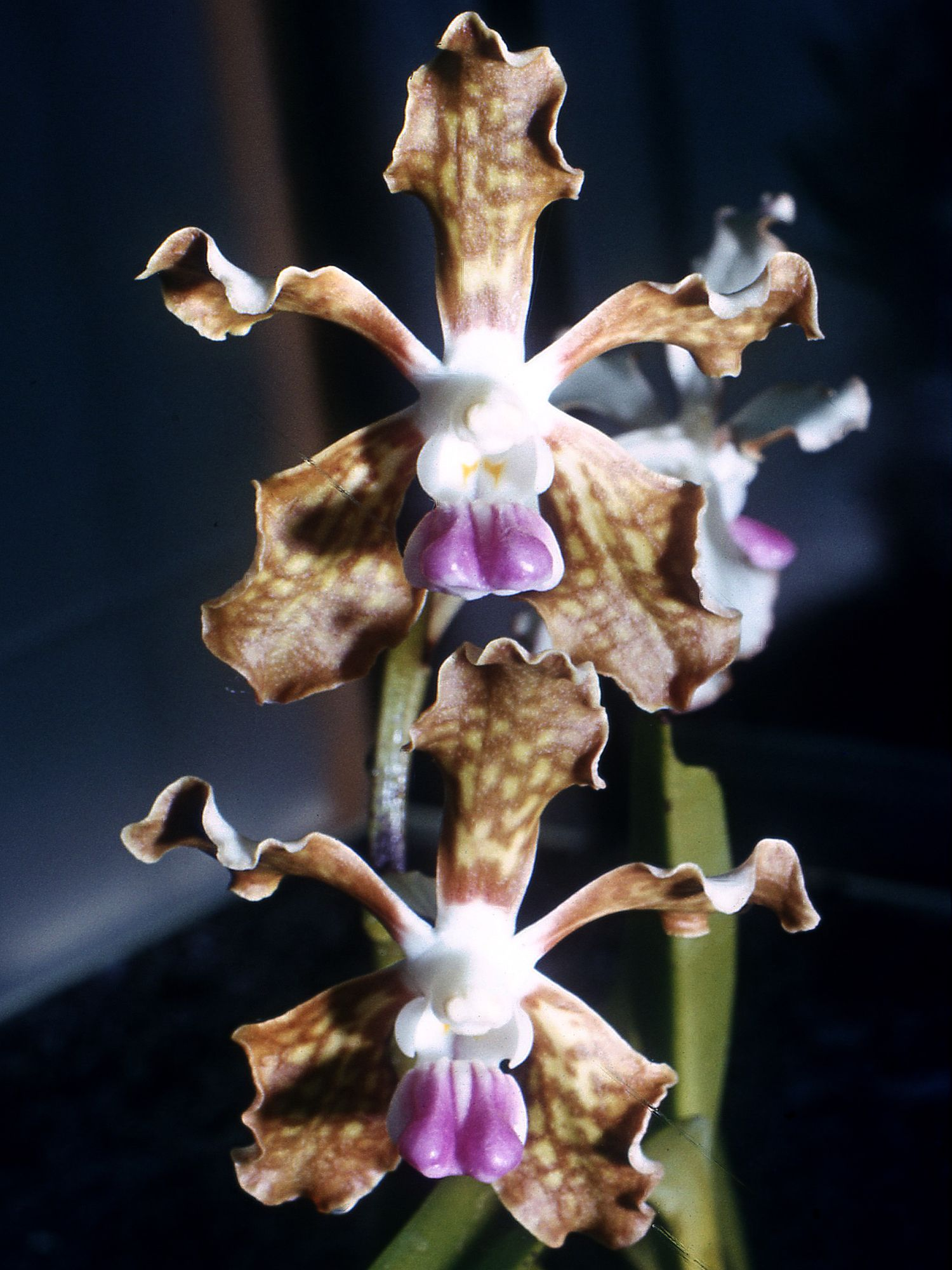